# Kamen Rider Amazons
Pour les articles homonymes, voir Amazons.
Kamen Rider Amazons (仮面ライダーアマゾンズ, Kamen Raidā Amazonzu), connu sur le marché outre-atlantique comme Amazon Riders, est une série web de type tokusatsu. 
Il s'agit d'une ré-imagination plus sombre et plus mature de la série télévisée de 1974, Kamen Rider Amazon, qui fait partie de l'année du super-héros de Toei, célébrant le 45e anniversaire de la série Kamen Rider (et le 40e anniversaire du Super Sentai).
Kamen Rider Amazons a été initialement publié exclusivement par Amazon Video au Japon à compter du 1er avril 2016,,. Il a également été diffusé à la télévision par BS Asahi (Chaîne de télévision par satellite de TV Asahi ) à partir du 3 juillet 2016 et Tokyo MX à partir du 6 juillet 2016.
La deuxième saison a été annoncée le 31 mai 2016 et sa sortie au printemps 2017 sur Amazon Prime.
La deuxième saison s'intitule Kamen Rider Amazons Season 2  (仮面ライダーアマゾンズ Season 2, Kamen Raidā Amazonzu Shīzun Tsū) et a été diffusée exclusivement par Amazon Video au Japon à compter du 7 avril 2017.
Des projets de lancement de la première saison sur des marchés internationaux tels que les États-Unis, le Royaume-Uni et l'Allemagne ont été annoncés en 2016. Une version sous-titrée en anglais de la première saison lancée sur Amazon Prime le 19 avril 2018  avec le lancement de la saison 2  le 21 septembre 2018.
La série tourne autour de l'opposition entre humains et Amazonz et sur la chaîne alimentaire.

## Production
Voilà ce qu'a dit Shinichiro Shirakura (ja), l'un des producteurs sur la série : « Pensez-vous que les Kamen Riders actuels sont intéressants ? Je ne le pense pas ! J'espère qu'avec Amazons, les Kamen Riders sans dents pourront récupérer leurs crocs ». 
Après le film Kamen Rider 1, Amazons a été annoncé dans l'une des pages du magazine Televi-kun du mois de mars 2016, puis confirmé le 18 mars 2016. Il a modifié la plupart des paramètres par rapport à l'Amazon d' origine et n'interfère en rien avec la continuité de la série télévisée récemment diffusée. Avec les états-majors légendaires et les équipes d’action les plus fortes qui ont produit les Heisei Riders, Amazon renaît désormais complètement dans un style moderne et plus sombre qui ne le rend plus adapté à un public mineur, car le genre de cette série est l'horreur.

## Continuité
Les évènements de Kamen Rider Amazons se déroulent dans un univers différent de celui de Kamen Rider Amazon ou d'émissions contemporaines telles que Ghost et Ex-Aid, selon dans le film crossover Kamen Rider × Super Sentai: Chou Super Hero Taisen, qui a commencé moins de deux semaines avant le début de la deuxième saison, mettait en vedette les Amazon Riders Omega, Alpha et Amazon Neo.
En fin de compte, le producteur Shinichiro Shirakura a définitivement confirmé que Amazons avait lieu dans son propre monde parallèle dans une interview publiée dans Hyper Hobby Vol.8.

## Histoire

### Saison 1 (éveil)
Dans un monde contemporain et réaliste se terre une menace secrète. Certains des habitants ne sont plus humains. Cachés parmi nous des  milliers de créatures nommés Amazonz sont issues des expériences génétiques de la société Nozama Pharmacy. Les Amazons sont inoffensifs jusqu’au moment où leur faim se fait trop forte et qu’ils ne peuvent plus résister à la saveur de la chair humaine. Une fringale qui les transforme littéralement en autant de prédateurs potentiels pour la population. Pour réparer ses erreurs et éviter une crise, Nozama Pharmacy a engagé une équipe spéciale, le Nozama Peston Service pour traquer et éliminer les Amazonz. 
Mais l’équipe n’est pas la seule à poursuivre les Amazons, Jin alias Amazon Rider Alpha a voué son existence à tous les éliminer un par un.
Haruka Mizukawa est le fils adoptif d’une des cadres de Nozama Pharmacy, il suit un traitement lourd qui le confine dans la maison familiale. C’est un jeune homme solitaire, gentil et timide qui n’a que pour seule compagnie sa jeune sœur Mizuki.
Un jour Haruka décide de ne plus prendre son traitement et de s’enfuir de la maison. Comme attiré par une force incontrôlable il se retrouve sur les lieux d’une bataille entre des Amazons, l’équipe d’élimination et Jin. Haruka se transforme et révèle sa vraie nature d’Amazon. Jin se rend compte qu’il n’a jamais mangé d'êtres humains et décide de lui laisser une chance de devenir comme lui : un Rider, l'Amazon Rider Omega,.
Haruka a finalement rejoint l'équipe pour traquer les Amazonz. Cependant, quand ils ont essayé d'éliminer un groupe d'Amazonz qui se cachaient dans un restaurant, Haruka a fini par partager son opinion avec le groupe lorsqu'il a découvert que ces Amazonz n'ont pas l'intention de nuire à l'homme. Le restaurant a également changé Mamoru, l'un des membres de l'équipe. 
Il a finalement commencé à s'intéresser au fait de manger des êtres humains. Après que Omega et Alpha aient vaincu Sigma avec l'aide de Mamoru et du Nozoma Peston Service, la Nozama Pharmacy a décidé de lancer un plan spécial appelé Tlaloc, qui vise à tuer tous les Amazonz en utilisant la pluie. Lors de la bataille de Tlaloc, Mamoru succombe à ses instincts d'Amazon et mange le bras gauche de Kazuya Mizaki qu'il vise par regretter. Haruka finit par secourir Mamoru et les Amazonz survivants en s'échappant de la ville et en se battant contre Alpha.

### Saison 2 (Réincarnation)
Dans le passé, un déversement massif s'est produit au laboratoire expérimental d'Amazonz. La plupart des survivants ont été détruits, les jeunes hommes au sang-chaud ont aimé chasser des Amazonz et l'expérience a semblé prendre fin. En réalité, il entrait dans une toute nouvelle phase. 
Cinq ans après les événements de la saison 1, nous découvrons les conséquences de l'opération Tlaloc. Les Amazonz survivants sont chassés par des groupes indépendants pour le plaisir ou pour l'argent. 
Le nombre de citoyens ordinaires qui se transforment en Amazonz est en forte augmentation. Le gouvernement a formé une nouvelle unité d'extermination chargée d'assassiner des personnes qui s'étaient secrètement converties en Amazonz et qui s'efforçaient de cacher la vérité.
Chihiro est un jeune homme de la Team X et Amazon solitaire ayant la capacité de se transformer en Amazon Rider Neo. Il déteste les Amazonz et a du mal à réprimer ses pulsions anthropophages.  
Un jour, il rencontre Iyu, une fille Amazon  qui a la capacité de se transformer en Amazon Corbeau pour vaincre ses ennemis avec son formidable pouvoir de combat et sa capacité à ne pas ressentir la douleur. Chihiro est émerveillé par Iyu parce que c'est le premier humain qu'il ait rencontré sans penser à le manger.
Iyu est un Amazon de type Sigma, une arme biologique ramenée à la vie après que son père est devenu un Amazon et l'ait tuée.
Mais que sont devenus Haruka et son groupe d'Amazonz pacifiques ? Jin est-il toujours vivant ?

## Kamen Riders
| Acteurs                                          | Personnages                                | Kamen Riders                                            | Formes                                        | Drivers                            |
| ------------------------------------------------ | ------------------------------------------ | ------------------------------------------------------- | --------------------------------------------- | ---------------------------------- |
| Tom Fujita (藤田 富, Fujita Tomu)                | Haruka Mizusawa (水澤 悠, Mizusawa Haruka) | Kamen Rider Amazon Omega / Kamen Rider Amazon New Omega | Amazon Origin, Amazon Omega, New Amazon Omega | Amazons Driver, Neo Amazons Driver |
| Masashi Taniguchi (谷口 賢志, Taniguchi Masashi) | Jin Takayama (鷹山 仁, Takayama Jin)       | Kamen Rider Amazon Alpha                                | Amazon Origin, Amazon Alpha                   | Amazons Driver                     |
| Hiroshi Asahina (朝日奈 寛, Asahina Hiroshi)     | Jun Maehara (前原 淳, Maehara Jun)         | Kamen Rider Amazon Sigma                                | Amazon Origin, Amazon Sigma                   | Amazons Driver                     |
| You Maejima (前嶋 曜, Maejima Yō)                | Chihiro (千翼)                             | Kamen Rider Amazon Neo                                  | Amazon Origin, Amazon Neo                     | Neo Amazons Driver                 |
| Nobuo Kyō (姜 暢雄, Kyō Nobuo)                   | Einosuke Mido (御堂 英之助, Mido Einosuke) | Kamen Rider Amazon Neo Alpha                            | Amazon Neo Alpha                              | Neo Amazons Driver                 |

### Kamen Rider Amazon Omega
Haruka Mizusawa est le fils adoptif de Reika Mizusawa ,une cadre de Nozama Pharmacy. En réalité, il est le troisième type d'Amazon créé par Reika Mizusawa, un hybride créé à partir de la fusion d'un échantillon de son ADN dans les cellules Amazon. Haruka est maintenu en isolement pendant deux ans avec pour seule compagnie sa jeune sœur Mizuki tout en étant persuadé qu'il est humain avant de ne pas administrer le sérum conçu pour maintenir ses cellules Amazon sous contrôle. Il en résulte sa transformation en son état berserk Amazon Origin  (アマゾン素体, Amazon Mototai) puis il obtient un Amazons Driver (アマゾンズドライバー, Amazonzu Doraibā) de la part de Nanaha pour qu'il puisse avoir le plein contrôle de lui-même le transformant en Kamen Rider Amazon Omega (仮面ライダーアマゾンオメガ, Kamen Raidā Amazon Omega, Amazon Rider Omega). Il s'accroche désespérément à son humanité et traverse une grave crise d'identité. En tant que personne qui n'aime pas se battre et ne pas vouloir blesser qui que ce soit, il a du mal à se réconcilier en tant qu'Amazon, ainsi que sa soif de sang et ses tendances violentes lorsqu'il est transformé. Il s'accroche désespérément à son humanité et traverse une grave crise d'identité. En tant que tel, sa performance sur le champ de bataille est initialement instable et peu fiable, amenant les chasseurs d'Amazons à refuser de l'avoir dans leur groupe.
Apprenant finalement la vérité, Haruka promet d’utiliser son pouvoir pour protéger ceux qui le méritent, qu’ils soient humains ou Amazon. Bien que les chasseurs d’Amazon aient finalement accepté de reconnaître ses motivations fondamentales, ce n’est pas aussi net que celui de Jin ou des chasseurs, ce qui est démontré quand il est incapable de porter des coups meurtriers à un Amazon hostile qui s’est éteint et qu'il a tenté de tuer un tueur en série humain par vengeance.
Plus tard, après avoir rencontré quelques Amazonz encore éveillés qui sont chassés alors qu’ils n’ont rien fait de cruel et désirent mener une vie paisible (bien qu’ils aient néanmoins consommé des humains), Haruka sympathise avec eux et finit par se heurter au reste de son équipe sur la différence de leurs idéaux.
Après l'opération Tlaloc , Haruka embrasse enfin son côté Amazon et accepte le fait qu'il ne peut jamais y avoir de coexistence vraiment pacifique entre les humains et les Amazones tant qu'ils doivent vivre côte à côte. Il joue maintenant le rôle de protecteur en protégeant, par extension, les Amazonz et les humains bienveillants; ainsi qu'un bourreau, en tuant des Amazonz réveillés qui deviennent hostiles aux humains. Il s’est aussi fait à contrecœur un ennemi juré de Jin, en protégeant la communauté survivante d’Amazon bienfaisants que Jin tentait d’annuler.
Cinq ans plus tard, Haruka a considérablement mûri et s'est calmé. Il n'hésite plus à se battre avec qui que ce soit et se lance au combat à tout moment. Bien qu'il veuille protéger les Amazonz restants, il n'adhère pas à leur volonté de convertir les humains en un nouveau type, Amazonz, et décide donc de mettre fin à tout cela. Ce sentiment partagé avec les anciens membres du service Peston leur permet de se réunir à nouveau. En dépit de sa nouvelle personnalité durcie, il considère toujours Jin comme un ami très cher, au lieu du très puissant ennemi juré qui menace la survie de sa communauté. Bien que leurs luttes entre eux aient été brutales au cours des années, c'est toujours Jin qui frappe Haruka qui refuse toujours d'éliminer Jin.
Au cours de la saison 2, il obtient le Neo Amazons Driver  (ネオアマゾンズドライバー, Neo Amazonzu Doraibā), une ceinture que Reika lui  envoya pour le faire devenir Kamen Rider Amazon New Omega  (仮面ライダーアマゾンニューオメガ, Kamen Raidā Amazon Nyū Omega, Amazon Rider New Omega).
Pendant les événements de Saigo no Shinpan, deux ans après les événements de la deuxième saison, Haruka est pourchassé par le 4C, lui et Jin étant les dernières Amazons survivants. Il finit par tomber dans une embuscade de Tachibana et Einosuke Mido qui utilise des Amazons comme bétail. Mortellement blessé lors de son combat final avec Jin, Haruka est forcé de manger une Muku mourante pour les sauver et tente de se suicider avant qu'une illusion de Mizuki ne le convaince de continuer à vivre comme protecteur.
Le fait qu'il change de ceinture pour accéder à une forme plus puissante qu'il perdra plus tard à cause d'un antagoniste Kamen Rider ressemble à Kaito Kumon de Kamen Rider Gaim, qui a pris un Genesis Driver et un Lemon Energy Lockseed pour accéder à sa forme Lemon Energy Arms mais l'a perdu plus tard à cause de Ryoma Sengoku.
Haruka Mizusawa  est interprété par Tom Fujita  (藤田 富, Fujita Tomu).

### Kamen Rider Amazon Alpha
Jin Takayama est un  ancien scientifique impliqué dans la création des Amazonz qui veut protéger l'humanité. Il s'est injecté des cellules Amazon pour devenir un Amazon Rider et tuer tous les Amazonz, peu importe qu'ils soient mangeurs d'homme ou non, même s'il doit devenir plus fou et plus dangereux qu'eux. Il n'hésite pas à manger des Amazonz.
Comme leurs idéaux s'opposent, Jin est en désaccord avec Haruka puisqu'il prenait toute la dose de gaz cellulaire anti-Amazon lors de l'incident de Tlaloc, provoquant une mutation de sa composition cellulaire alors qu'il poursuivait la chasse aux Amazons. En apprenant que Nanaha était enceinte de leur fils Chihiro, Jin s'est résolu de le tuer et fut partiellement aveuglé par Haruka entre les événements de la première et de la deuxième saison. Alors que Jin présumait que Nanaha avait été tuée par leur fils, il apprend qu'elle est devenue l'Amazon Méduse et la tue avant d'aider Haruka à achever Chihiro.
Lors des événements du film, Jin fut capturé par Einosuke Mido qui utilisa son sang pour créer les Amazons domestiqués tout en devenant lui-même en Amazon Neo Alpha. Jin s'enfuit plus tard avec l'aide de Haichi, prenant sa revanche sur Mido avant d'être mortellement blessé par Haruka lorsqu'il tenta de tuer les Amazonz domestiqués.
L'objectif de Jin de tuer tous les Amazonz ressemble à ceux des Kamen Riders secondaires comme Masato Kusaka de Kamen Rider 555 et Go Shijima de Kamen Rider Drive :
- Comme pour Go, les actions de Jin sont très légitimes, car sa mission le place davantage comme un exterminateur, tout en donnant la priorité à la sécurité de ses proches.
- La personnalité de Jin dans la saison 2 est semblable à celle de Kusaka mais leurs motivations sont différentes (Kusaka tente de détruire tous les Orphnochs uniquement par pure vengeance alors que Jin tombe dans la folie au point de perdre son sens de l'honneur et de s'attaquer ses alliés comme Haruka pour détruire les Amazonz, y compris lui-même).

Jin Takayama est interprété par Masashi Taniguchi  (谷口 賢志, Taniguchi Masashi).

### Kamen Rider Amazon Sigma
Jun Maehara (前原 淳, Maehara Jun) est l'éclaireur du Nozoma Peston Service qui a été tué par l'Amazon Libellule, mais qui fut ramené à la vie par Yugo Tachibana en tant que premier Amazon de type Sigma et utilise l'Amazons Driver pour se transformer en Kamen Rider Amazon Sigma (仮面ライダーアマゾンシグマ, Kamen Raidā Amazon Shiguma, Amazon Rider Sigma).
Devenir un Amazon de type Sigma a changé l'esprit de Jun et le transforma en un sociopathe maléfique, qui fut tué plus tard par Mamoru après avoir subi des dommages importants après avoir combattu  Haruka et Jin en même temps.
Ironiquement, ses deux morts sont dues à ses coéquipiers du Nozoma Peston Service : 
- En tant qu'être humain, il a été tué par son compagnon devenu Amazon, Ryusuke Otaki, l'Amazon Libellule.
- En tant qu'Amazon, il a été tué par Mamoru, l'Amazon Taupe.

Jun Maehara est interprété par Hiroshi Asahina  (朝日奈 寛, Asahina Hiroshi).

### Kamen Rider Amazon Neo
Chihiro  (千翼) est le fils de Jin et de Nanaha, le premier des Amazons du type New et un hybride comme Haruka. Il se révélerait finalement être le porteur des cellules lysogènes d'Amazon (溶原性アマゾン細胞, Yōgen-sei Amazon Saibō) qui ont muté de l'ADN de Jin, lui donnant des capacités de régénération tandis que sa forme Origine Amazon (アマゾン素体, Amazon Mototai) est un monstre à multiples bras avec un membre de ce type initialement utilisé par Mamoru pour créer les Amazons de type New. Il utilise le Neo Amazons Driver pour se transformer en Kamen Rider Amazon Neo  (仮面ライダーアマゾンネオ, Kamen Raidā Amazon Neo, Amazon Rider Neo). Chihiro rejoint l’équipe Kurosaki de C4 après être tombé amoureux de Iyu Hoshino, la considérant comme un moyen de restaurer son humanité. La forme Origine de Chihiro se manifeste également chaque fois que son état émotionnel est en désarroi, alors qu’il s’approchait presque de cette forme alors qu’il combattait Haruka et 4C. Mais l'instinct Amazon de Chihiro le submerge à la mort de Iyu, ce qui le conduit à être tué par Haruka et Jin, son corps étant complètement détruit pour éviter toute nouvelle épidémie.
Amazon Neo a quelques similitudes avec Riderman de Kamen Rider V3 :
- Les deux sont les quatrièmes Kamen Riders de leur monde.
- Les deux sont capables de changer leur bras droit en divers outils et armes.
- Les deux ont affronté au moins une fois le protagoniste principal (Amazon Neo contre Amazon Omega, Riderman contre V3).

Chihiro ainsi que sa mère Nanaha, en tant que porteurs des cellules lysogènes ressemblent à  Emu Hojo, protagoniste principal de la série télévisée diffusée en même temps Kamen Rider Ex-Aid et son principal antagoniste, Masamune Dan, qui sont les Patients Zéro du Bugster Virus.
Chihiro est interprété par You Maejima  (前嶋 曜, Maejima Yō) et  Chihiro enfant est interprété par  Rui Takahashi (高橋 琉晟, Takahashi Rui) et Shota Taguchi  (田口 翔大, Taguchi Shōta).

### Kamen Rider Amazon Neo Alpha
Einosuke Mido  (御堂 英之助, Midō Einosuke) est un biologiste et le directeur du Kiriko Seien (切子聖園), une maison d'accueil pour enfants créée par le 4C pour élever les Amazons domestiquées comme bétail pour nourrir les êtres humains. Il utilise le Militant Amazons Register  (ミリタントアマゾンズレジスター, Miritanto Amazonzu Rejisutā) comme brassard et le Neo Amazons Driver pour se transformer en Kamen Rider Amazon Neo Alpha (仮面ライダーアマゾンネオアルファ, Kamen Raidā Amazon Neo Arufa). Il se bat avec une tronçonneuse.
Comme Jin, c'est un être humain qui s'est injecté des cellules Amazons pour devenir un Amazon Rider.
Einosuke Mido est interprété par Nobuo Kyo (姜 暢雄, Kyō Nobuo), connu pour avoir joué Kuwaga Raiger dans Ninpū Sentai Hurricaneger.

## Nozoma Peston Service
Nozoma Peston Service est un groupe créé par Nozama Pharmacy composée de chasseurs engagés pour tuer les 4 000 Amazonz. 
Pour couvrir leur mode de fonctionnement, ils se déguisent en groupe de contrôleurs de nuisibles. 
Cinq ans plus tard, l'équipe est devenue indépendante après l' incident de Tlaloc qui a causé de graves problèmes financiers à l'entreprise.
L'équipe est composée de :
- Makoto Shido : C'est le chef du groupe, ayant quitté les forces spéciales du Metropolitan Police Department Tokyo. Il est consacré à ses missions pour gagner beaucoup d'argent et ainsi payer le coût du traitement de son fils qui vit seul.
- Nozomi Takai : C'est la capitaine d'assaut. Ayant élevé dans un foyer pour enfants, elle a un rêve de gagner beaucoup d'argent pour contribuer au foyer. Elle a appris les arts martiaux avec son défunt père.
- Kasuya Misaki : C'est un combattant  et le tireur de l'équipe et il est celui qui s'occupait lors de la saison 1 de Mamoru avant que celui ne lui mange le bras gauche et qu'il rejoigne les Amazons. Il aura une prothèse pour remplacer son bras manquant. Il espère gagner beaucoup d'argent pour payer ses dettes et réussir dans la vie.
- Kota Fukuda : C'est le conducteur du van de Nozoma Peston Service ainsi que le responsable du soutien logistique. C'est un amoureux des machines, des gadgets, des animaux et des livres. Comme son père est mort jeune, il veut obtenir rapidement une importante somme d'argent  pour payer les soins de sa mère qui souffre de démence. Dans la saison 2, il a rejoint 4C pour payer le coût des soins de la démence de sa mère. Il est très bon aux fusils car il était autrefois dans les forces spéciales du Metropolitan Police Department Tokyo sous les ordres de Shido.
- Jun Maehara : C'est l'éclaireur du groupe qui a été tué et sera ramené à la vie en tant qu'Amazon Rider Sigma.
- Ryusuke Otaki : C'est un membre de l'équipe qui sera transformé en Amazon Libellule après avoir suivi son instinct d'Amazon il sera tué.
- Mamoru : C'est un Amazon combattant d'autres Amazonz. Il ne mange pas d'êtres humains car il a été conditionné à ne manger que des hamburgers. Il est l'Amazon taupe. Il a quitté l'équipe après l'incident de Tlaloc car il a succombé à ses instincts d'Amazon en mangeant le bras gauche de Kasuya. Il est la mascotte de l'équipe du groupe.
- Haruka Mizusawa : C'est le Kamen Rider Amazon Omega. Il avait quitté l'équipe après l'incident de Tlaloc mais l'a rejoint cinq ans plus tard.

## Nozoma Pharmacy
Nozama Pharmacy (野座間製薬株式会社, Nozama Seiyaku Kabushikigaisha, Pharmacies Nozama) est l'entreprise pharmaceutique ayant créé et développé des formes de vies connues sous le nom de cellule Amazon (アマゾン細胞, Amazon Saibō).
Leurs 4 000 sujets testés avaient l' habitude d'expérimenter avec les cellules Amazon qui s'étaient échappées à cause d'un accident causé par une explosion survenue dans leur centre de recherche.
La société a discrètement tenté de résoudre le problème en recherchant les Amazonz à l’aide du Nozoma Peston Service et des outils de suivi qu’ils y avaient placés pour empêcher l’activation des Amazonz endormis.
Cependant, le président de la société semble vouloir les capturer vivants pour pouvoir les utiliser à toutes les fins néfastes que Nozama Pharmacy a envisagées pour eux. Bien que leurs responsables n'aient pas encore précisé le but de l'utilisation des cellules d'Amazon, Jin a laissé entendre qu'elles étaient utilisées par le gouvernement japonais à des fins militaires, en raison des informations recueillies par Internet sur des observations et des attaques de civils par des Amazonz supprimés par les responsables gouvernementaux de la cybersécurité du Japon.
Au cours de la saison 2, l’incident de Tlaloc a causé de graves problèmes financiers à la société, qui n’a pas eu lieu exactement comme prévu. Ainsi, Nozama Pharmacy a entamé une restructuration de son entreprise après le financement de 4C et a également indemnisé les victimes ou les familles survivantes des attaques d’Amazonz afin de les tenir silencieuses au sujet de l’incident. Cela a conduit à de nombreuses mises à pied dans l'entreprise et dans certains cas, les dirigeants ont été contraints de vendre leur maison ou leur propriété en garantie pour maintenir leurs propres finances à flot. 
Nozama est le mot Amazon épelé à l'envers. Ceci en fait une référence en blague à Tomoko Nozama , un personnage nommé d'après Amazon dans Kamen Rider Fourze .
En outre, l’Amazon d’origine avait également rencontré Fourze dans un Hyper Battle DVD .

## 4C
Le Competitive Creatures Control Center (特定有害生物対策センター, Tokutei Yūgai Seibutsu Taisaku Sentā, souvent abrégé 4C), est  l'organisation fondé après la chute de Nozama Pharmacy, chargé de contenir le reste des Amazonz .

### Yugo Tachibana
Yugo Tachibana est le chef du marketing international de la Nozama Pharmacy dans la saison 1 et le président du 4C. Il tient à détruire tout ce qu'il ne peut pas contrôler. Il a facilité la création des Amazons de type Sigma en utilisant le cadavre de Jun Maehara et l'Amazon Driver pour perfectionner son processus. Après l’effondrement de Nozama Pharmacy, Tachibana a rejoint le 4C et gravi les échelons tout en transformant Iyu Hoshino en un Amazon de type Sigma. Il sera plus tard gravement handicapé par Chihiro quand il deviendra fou furieux alors qu'il était sous sa forme d'Amazon Origin, ordonnant la mort d'Iyu pour avoir recouvert son humanité et décidant de lancer le projet d'élevage d'Amazons afin de remédier à la crise alimentaire japonaise avec les Amazons domestiqués.
Yugo Tachibana est interprété par Yuu Kamio  (神尾 佑, Kamio Yū), qui avait précédemment interprété Kiyoto Maki/Kyoryu Greeed dans Kamen Rider OOO.

### Takeshi Kurosaki
Takeshi Kurosaki  (黒崎 武, Kurosaki Takeshi) est le chef de l'équipe d'extermination du 4C. C'est un homme froid et cynique qui a une haine justifiable et immense à l’égard des Amazons, à tel point qu’il devenait parfois impatient pendant les chasses d'Amazonz et il se méfie de ceux qui avaient de bonnes relations avec les Amazons et croyait que la sympathie pour les Amazons, même infime, constituait une faiblesse qui devait être éliminée pour ne pas être vulnérable. En conséquence, il s'est ouvertement opposé à plusieurs reprises à Mizuki et à Fukoda en raison de leur histoire avec Haruka, l'Amazon Omega et il avait accepté à contrecœur Chihiro dans son équipe et renvoyant avec colère un des soldats du 4C d'avoir exprimé sa sympathie pour Iyu. Son amertume, son nihilisme et le fait qu’il n’y avait aucun scrupule à utiliser Iyu comme arme sont le résultat d'avoir vu le père d'Iyu dévorer sa propre famille.
Dans l'épilogue du film Saigo no Shinpan, Kurosaki s'associe à Nozama pour écarter Tachibana du commandement après avoir appris que son patron cultive de nouveaux Amazons pour son propre programme.
Takeshi Kurosaki est représenté par  Kota Miura  (三浦 孝太, Miura Kōta).

### Ichiro Fudamori
Ichiro Fudamori  (札森 一郎, Fudamori Ichirō) est un membre de l'équipe d'extermination du 4C.
Il a été envoyé par le gouvernement afin de maintenir un certain nombre d'agents de l'État 4C qui se compose principalement d'anciens combattants et les personnes de Nozama pharmacie. Sans la capacité de combat, son travail surfe sur le net la plupart du temps.
Ichiro est interprété par Yoshito Momiki  (籾木 芳仁, Momiki Yoshito).

### Iyu Hoshino
Iyu Hoshino  (星埜 イユ-, Hoshino Iyu) est la fille de Hajime Hoshino qui a été ramené à la vie en tant qu'Amazon Corbeau (カラスアマゾン, Karasu Amazon), un Amazon de Type Sigma par le 4C après avoir été tuée par son père lors de sa mutation en Amazon Vautour, qui a sorti son œil gauche. En tant qu’Amazon de type Sigma, doté d’un œil bionique, Iyu est essentiellement une machine à tuer sans émotion, incapable de ressentir de la douleur et ayant besoin de survivre sur des protéines tout en travaillant avec l’équipe Kurosaki pour détecter et exterminer les Amazones. Lorsque Chihiro a rejoint l'équipe Kurosaki, il a progressivement humanisé Iyu, ce qui a convaincu Tachibana de la considérer comme un échec et de la tuer. Après avoir échappé plusieurs fois à ses poursuivants avec Chihiro, avec ses derniers mots, elle a dit à Chihiro à quel point elle était heureuse et a lentement fermé les yeux, puis a complètement cessé de fonctionner en raison du système YBR19. Son corps a été déposé par Chihiro alors qu'il combattait Haruka et Jin, qui l'ont tué hors champ. Son corps était vraisemblablement disposé par les deux hommes, son brassard étant placé avec celui de Chihiro sur une chemise portée par Nanaha dans l'église du parc de l'abandon.
Contrairement aux autres Amazonz et Jun Maehara, Iyu doit appuyer sur le bec de son Neo Amazonz Register (qui fait passer la couleur de son "œil" du bleu au rouge), annonçant Amazon, avant de se transformer en Amazon Corbeau. L'Amazon Corbeau compte sur la vitesse et l'agilité plutôt que sur la puissance brute. Malgré le fait d'être un être mutant corbeau, l'Amazon Corbeau ne peut pas voler. 
Iyu Hoshino est interprété par Ayana Shiramoto  (白本 彩奈, Shiramoto Ayana). En tant qu'enfants, Hisui Hatta  (八田 久翠, Hatta Hisui) et Sakurako Kamijyou  (上條 櫻子, Kamijō Sakurako) l'interprètent.

## Amazonz
Les Amazonz (アマゾン, Amazon) , appelés de manière péjorative, Vermines  (害虫, Kaichū), est un nom générique des Homunculi à taille humaine créé par Nozama Pharmacy , qui est développé à partir d'une forme de vie artificielle de la taille d'un virus appelée la Cellule Amazon  (アマゾン細胞, Amazon Saibō). Leur instinct de consommer plus de protéines humaines leur oblige donc de chasser les humains ou de manger un congénère Amazon dans les cas les plus extrêmes.
Quand un accident est survenu au laboratoire de pharmacie Nozama il y a deux ans, environ 4 000 cobayes Amazons  ont été libérés dans la ville.
Il existe de nombreux types d'Amazonz, y compris des Amazonz araignée, chauve-souris, taupe, et ainsi de suite.
Dans la saison 2, à la suite de l'« Opération Tlaloc », il y a cinq ans, la plupart des 4 000 cobayes Amazons de la ville ont été exterminés par l'Opération Tlaloc  mais le nombre de nouveaux Amazonz est actuellement en hausse.
Amazonz (avec un Z) désigne les monstres tandis qu'Amazons (avec un S) désigne les Riders de la série (au pluriel).

## Distribution
- Haruka Mizusawa (水澤 悠, Mizusawa Haruka?): Tom Fujita  (藤田 富, Fujita Tomu?)
- Jin Takayama  (鷹山 仁, Takayama Jin?): Masashi Taniguchi (谷口 賢志, Taniguchi Masashi?)
- Mizuki Mizusawa (水澤 美月, Mizusawa Mizuki?): Rena Takeda (武田 玲奈, Takeda Rena?)
- Nanaha Izumi  (泉 七羽, Izumi Nanaha?): Ayu Higashi (東 亜優, Higashi Ayu?)
- Makoto Shido  (志藤 真, Shidō Makoto?): Mitsutoshi Shundo (俊藤 光利, Shundō Mitsutoshi?)
- Mamoru  (マモル?): Ryota Kobayashi  (小林 亮太, Kobayashi Ryōta?)
- Nozomi Takai  (高井 望, Takai Nozomi?): Kanon Miyahara (宮原 華音, Miyahara Kanon?)
- Kazuya Misaki  (三崎 一也, Misaki Kazuya?): Katsuya (勝也?)
- Kota Fukuda  (福田 耕太, Fukuda Kōta?): Kazuya Tanabe (田邊 和也, Tanabe Kazuya?)
- Yugo Tachibana  (橘 雄悟, Tachibana Yūgo?): Yuu Kamio (神尾 佑, Kamio Yū?)
- Shogo Kano  (加納 省吾, Kanō Shōgo?): Toshimasa Komatsu  (小松 利昌, Komatsu Toshimasa?)
- Reika Mizusawa  (水澤 令華, Mizusawa Reika?): Takako Katou  (加藤 貴子, Katō Takako?)
- Takaaki Tenjo  (天条 隆顕, Tenjō Takaaki?): Takashi Fujiki  (藤木 孝, Fujiki Takashi?)

### Seulement dans la saison 1
- Ryusuke Otaki  (大滝 竜介, Ōtaki Ryūsuke?): Ryouma Baba  (馬場 良馬, Baba Ryōma?)
- Jun Maehara  (前原 淳, Maehara Jun?): Hiroshi Asahina  (朝日奈 寛, Asahina Hiroshi?)[2]

### Seulement dans la saison 2
- Chihiro  (千翼?): You Maejima  (前嶋 曜, Maejima Yō?)
- Iyu Hoshino  (星埜 イユ, Hoshino Iyu?): Ayana Shiramoto  (白本 彩奈, Shiramoto Ayana?)
- Takeshi Kurosaki  (黒崎 武, Kurosaki Takeshi?): Kota Miura  (三浦 孝太, Miura Kōta?)
- Ichiro Fudamori  (札森 一郎, Fudamori Ichirō?): Yoshito Momiki  (籾木 芳仁, Momiki Yoshito?)
- Hiroki Nagase  (長瀬 裕樹, Nagase Hiroki?): Eiji Akaso  (赤楚 衛二, Akaso Eiji?)
- Takumi Yamashita  (山下 琢己, Yamashita Takumi?): Kairi Miura  (三浦 海里, Miura Kairi?)
- Kenta Kitamura  (北村 健太, Kitamura Kenta?): Shohei Domoto  (堂本 翔平, Dōmoto Shōhei?)
- Hajime Hoshino  (星埜 始, Hoshino Hajime?): Jun Yamasaki  (山崎 潤, Yamasaki Jun?)[8]

### Invités

#### Saison 1
- Kukizono  (久木園?, 3, 4): Yuka Motohashi  (本橋 由香, Motohashi Yuka?)
- Soji Shitashimo  (下霜 草司, Shitashimo Sōji?, 7, 8): Tomohisa Yuge  (弓削 智久, Yuge Tomohisa?)
- Hajime Koyama  (小山 ハジメ, Koyama Hajime?, 7, 8): Soran Tamoto  (タモト 清嵐, Tamoto Soran?)
- Mika  (ミカ?, 9, 12): Miyuu Sawai  (沢井 美優, Sawai Miyū?)
- Sawaguchi  (沢口?, 9-11): Akiyoshi Shibata  (柴田 明良, Shibata Akiyoshi?)

#### Saison 2
- Fujio  (藤尾?, 5, 6): Shinji Kasahara  (笠原 紳司, Kasahara Shinji?)

## Liste d'épisodes
Tous les titres des épisodes de la saison 1 sont entièrement en anglais, certains des titres de la saison 2 sont en latin, mais ils sont tous les deux en majuscule, en commençant par la lettre correspondante de l'alphabet anglais par numéro (1 = A, 2 = B, 3 = C, et ainsi de suite). Le dernier épisode de la saison 2 a le même titre que le premier épisode de la saison 1.
| Numéro | Titre                   |
| ------ | ----------------------- |
| 1      | Amazonz                 |
| 2      | Beast inside            |
| 3      | Colony of ants          |
| 4      | Die or Kill             |
| 5      | Eyes in the Dark        |
| 6      | For what i fight        |
| 7      | Game of the Butchers    |
| 8      | Hero or not             |
| 9      | Into the Cannibal's pot |
| 10     | Jungle law              |
| 11     | Killing day             |
| 12     | Lost in the Fog         |
| 13     | M                       |

| Numéro | Titre             |
| ------ | ----------------- |
| 1      | Neo               |
| 2      | Orphans           |
| 3      | Persona non grata |
| 4      | Quo vadis?        |
| 5      | Rambling roses    |
| 6      | Schooldays        |
| 7      | The third Degree  |
| 8      | Under wraps       |
| 9      | Vanishing wings   |
| 10     | Way to nowhere    |
| 11     | Xing the Rubicon  |
| 12     | Yellow brick road |
| 13     | Amazonz           |

## Films
- 2018 : Kamen Rider Amazons: Final Edition

## Anecdotes
- La série elle-même est une blague sur le fait que cette série basée sur Kamen Rider Amazon serait présentée en première sur Amazon Prime[5].
- Le slogan de l'émission est Open Your Amazons, une référence irrésistible au fait que le site Web d'Amazon est un site d'achat en ligne qui livre des colis commandés sur leur site à la maison d'un client[5].
- En raison de son principe violent et sombre et du fait qu'il s'adresse à un public adulte, que Yasuko Kobayashi est son scénariste principal et que la série est un drama mêlant horreur et action, certains fans de tokusatsu considèrent cette série comme une tentative de Toei de concurrencer la franchise Garo[5].
- Le fait que la série soit exclusivement diffusée en streaming sur Amazon Japan semble indiquer que Toei suit l'acte de Marvel consistant à publier des séries en streaming uniquement sur Netflix, telles que Daredevil ou Jessica Jones. Semblables à ces séries, Amazons présentent des matériaux plus sombres et plus violents que les parties plus classiques de leurs franchises respectives, grâce à une censure moins stricte[5].